# Mongólia és Tibet barátsági és szövetségi szerződése

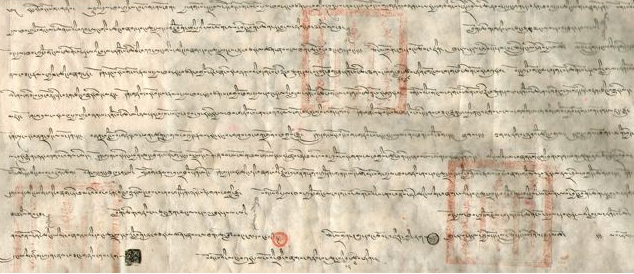
A szerződés egyik példánya

Mongólia és Tibet barátsági és szövetségi szerződése államközi szerződés, amelyet 1913. február 2-án írtak alá „Urga” (ma Ulánbátor) városban a mongol és a tibeti kormány képviselői. A szerződés aláíróinak jogosultságait később kétségbe vonták, ezért a nagyhatalmak képviselői nem ismerték el a szerződés jogosságát.
A szerződés mongol változatát 1982-ben adta közre a mongol tudományos akadémia, míg a tibeti változat angol nyelvű fordítását az emigráns tibeti kormány (ld. További információk) tette közzé.

## A szerződés előzményei és aláírása
Miután 1911-ben Kínában megdöntötték a Csing-dinasztia uralmát, Tibet és Mongólia azonnal kikiáltották függetlenségüket a helyi láma vezetése alatt. Egyik államnak sem sikerült azonban függetlenségét elismertetni az előbb Szun Jat-szen, majd Jüan Si-kaj tábornokok vezetése alatt álló Kínai Köztársasággal.
A két ország ekkor kölcsönös barátsági és szövetségesi szerződést kötött egymással, amelyben elismerték a másik állam függetlenségét. A szerződést 1913. február 2-án „Urga” (ma Ulánbátor) városban írták alá, mongol részről Da Lama Ravdan külügyminiszter és Manlaibátar Damdinszüren tábornok. Tibeti részről a szerződés aláírói Agvan Dorjiev (aki burját nemzetiségű orosz állampolgár volt), valamint két tibeti állampolgár, Chijamts és Gendun-Galsan. A tibeti aláírók miatt a szerződés érvényességét nem volt nehéz kétségbe vonni: a 13. dalai láma mindenesetre nem ismerte el, hogy Dorjievet felhatalmazta volna arra, hogy Tibet nevében tárgyaljon Mongóliával. Emellett az akkor hivatalban lévő tibeti kormány és a papság sem ratifikálta a szerződést. Az orosz kormány pedig mindig is azon az állásponton volt, hogy Dorjiev, mint orosz állampolgár hivatalosan semmilyen diplomáciai minőségben nem képviselhette a dalai lámát.
Részben ezért, részben eltérő érdekek miatt egyik nagyhatalom sem ismerte el a szerződést, illetve Tibet és Mongólia függetlenségét. Éppen ellenkezőleg, a britek és az oroszok továbbra is a kínai kormányzat fennhatóságát ismerték el és támogatták  a két terület fölött. Az oroszok és a britek még a Csing-dinasztia alatt kötöttek erről szóló szerződéseket Kínával, amelyeket a kínai köztársasági kormány továbbra is érvényben lévőnek tekintett. Tibet és Mongólia függetlenségének elismerésével Nagy-Britannia és Oroszország tehát szerződésszegést követett volna el. Ezen felül mint a britek, mind az oroszok attól tartottak, hogy Tibet és Mongólia elismerésével a két állam a másik fennhatósága, de legalábbis befolyása alá kerül. Ezt mindkét nagyhatalom képviselői hátrányosabbnak ítélték meg, mintha mindkét terület a (polgárháború következtében meggyengült) kínaiak befolyása alatt marad.

## További fejlemények
A szerződés aláírásáról szóló hírek jelentős aggodalmat ébresztettek a szimlai konferencia résztvevői (elsősorban a britek) között, akik a Nagy-Britannia, Kína és Tibet közötti tárgyalásokon akarták rendezni a térség sorsát. A britek azt gyanították, hogy az oroszok akarnak befolyást szerezni Tibet felett. A kínai kormány végül nem is írta alá a szimlai egyezményt, de később mégis aláírták a kyakhtai egyezményt 1915. május 25-én, amely Mongólia, Kína és Oroszország között elrendezte az előbbi helyzetét. A szerződés értelmében Mongólia függetlenséget kapott a belügyek tekintetében, egyidejűleg elismerték Oroszország érdekeit a térségben és Kína formális fennhatóságát az ország felett.